# Shablū
Shablū (persiska: شَبلی, شبلو, Shablī) är en ort i Iran.   Den ligger i provinsen Ardabil, i den nordvästra delen av landet, 400 km nordväst om huvudstaden Teheran. Shablū ligger 2 028 meter över havet och antalet invånare är 617.
Terrängen runt Shablū är huvudsakligen kuperad, men åt nordväst är den platt. Runt Shablū är det ganska tätbefolkat, med 120 invånare per kvadratkilometer. Närmaste större samhälle är Tūryākhlū, 17,2 km norr om Shablū. Trakten runt Shablū består i huvudsak av gräsmarker.